# Entity List
Entity List est un ensemble de sanctions prises par le département du Commerce des États-Unis concernant des entreprises, des personnes et des organisations étrangères. Les personnes et organismes listées doivent avoir une autorisation pour effectuer certaines actions, comme acheter certains produits américains, commercialiser leurs produits aux États-Unis ou recevoir des transferts technologiques à partir d'entreprises américaines, autorisations qui leur sont refusées par défaut. L'Entity List comporte des entreprises de diverses nationalités. Une liste similaire mais encore plus restrictive existe sous le nom de Denied Persons List.

## Histoire
L’Entity List est créée en 1997 ciblant les organismes liées aux armes de destructions massives, avant d'être par la suite étendue à d'autres thématiques comme le terrorisme, qui sont vues comme une menace pour la sécurité nationale ou plus simplement en vertu de la politique étrangère des États-Unis,.
Entre 2013 et 2017, environ 100 entreprises sont ajoutées chaque année sur l'Entity List dont près de la moitié concernent des organismes chinois et iraniens. 
Durant le mandat de Donald Trump, l’Entity List est utilisée lors de la guerre commerciale entre les États-Unis et la Chine. En août 2018, le département du Commerce des États-Unis ajoute 44 nouvelles entreprises chinoises sur l’Entity List. Mais son utilisation la plus médiatisée est l'ajout en mai 2019 de Huawei et de 70 de ses filiales,,. 
En mars 2020,  le département du Commerce des États-Unis sanctionne au travers de l’Entity List 18 entreprises de nationalités russes, iraniennes, pakistanaises, chinoises et émiraties, pour leur implication dans le programme nucléaire iranien et pakistanais ou pour leurs liens avec l'armée russe.
En mars 2020, le département du Commerce des États-Unis place 33 nouvelles entreprises chinoises, incluant Qihoo 360, sur l’Entity List, 24 entreprises pour leurs liens avec l'armée chinoise et 9 pour leurs liens avec la répression au Xinjiang. Puis en juillet 2020, il ajoute 11 nouvelles entreprises chinoises de plus, pour les mêmes motifs.
En août 2020, les sanctions contre Huawei sont renforcées avec l'intégration à ces sanctions de nouvelles filiales et en ne lui n'accordant plus d'autorisation. Le même mois, le département du commerce ajoute 24 nouvelles entreprises chinoises à la liste, pour leurs implications dans le conflit en mer de Chine méridionale.
Par riposte, en mai et juin 2019, la Chine annonce vouloir créer un ensemble de sanctions similaire dénommé Unreliable Entities List visant des entreprises américaines,, liste qui se concrétise plus en détail en septembre 2020, sans que des entreprises ou organismes y soient encore inscrits,,.
En novembre 2020, le département du Commerce des États-Unis envisagerait d'ajouter 89 nouvelles entreprises chinoises et 28 nouvelles entreprises russes dans l’Entity List, à cause de leurs liens avec leur armée respective. En décembre 2020, le département du Commerce des États-Unis annonce l'ajout 77 entreprises dont 60 chinoises à l’Entity List, dont DJI et SMIC.
En janvier 2021, China National Offshore Oil Corporation (CNOOC) est rajoutée à l’Entity List.
En mars 2021, un tribunal américain suspend la mise de Xiaomi dans la liste des Communist Chinese Military Companies et dans celle de l'Entity List.
En juin 2021, l'administration Biden élargit le nombre d'entreprises incluses dans l'Entity List la faisant passer à 59 entreprises comparées aux 31 entreprises concernées en novembre 2020. Cette liste inclut notamment Huawei, CNOOC, Inspur, Hikvision, AVIC,Norinco, China Aerospace Science and Industry Corporation, China Shipbuilding Industry, Hongdu et les 3 principaux opérateurs téléphoniques chinois : China Mobile, China Unicom et China Telecom.
En juillet 2021, le nombre d'entreprises chinoises incluses dans l'Entity List augmente à nouveau avec 23 nouvelles entreprises incluses dans la liste, en particulier des entreprises produisant du silicium polycristallin, utilisé dans les panneaux solaires, pour leurs contributions à la répression dans le Xinjiang, leurs liens avec l'armée chinoise ou pour leurs liens avec des entreprises déjà sanctionnées.
En novembre 2021, dans un contexte faisant suite aux révélations du Projet Pegasus, les États-Unis ont ajouté 4 nouvelles entreprises de sécurité informatique à cette liste. Les israéliennes NSO Group et Candiru, ainsi qu'une société russe et une société singapourienne. 
En décembre 2021, 37 entreprises et instituts chinois, notamment ceux ayant des activités en biotechnologies, sont rajoutées à l'Entity List.
En décembre 2022, 35 nouvelles entreprises chinoises sont inscrites à l'Entity List, dont notamment le fabricant de puce YMTC.